# ロドデンドリン
ロドデンドリン(Rhododendrin)は、アリルブタノイドグリコシド、フェニルプロパノイド、天然フェノールである。キバナシャクナゲ(Rhododendron aureum)の葉やケイワバラ(Cistus salviifolius)で見られる。
鎮痛剤や抗炎症薬の作用を示す。